# Костельцевский сельсовет
Косте́льцевский сельсовет — муниципальное образование в составе Курчатовского района Курской области. Административный центр — село Костельцево.

## История
Статус и границы сельсовета установлены Законом Курской области от 21 октября 2004 года № 48-ЗКО «О муниципальных образованиях Курской области».
Законом Курской области от 26 апреля 2010 года № 26-ЗКО в состав сельсовета включены населённые пункты упразднённых Афанасьевского и Николаевского сельсоветов.

## Население
| 2002 | 2010  | 2012  | 2013  | 2014  | 2015  | 2016  |
| ---- | ----- | ----- | ----- | ----- | ----- | ----- |
| 581  | ↗1197 | ↘1154 | ↘1113 | ↘1098 | ↘1053 | ↘1023 |
| 2017 | 2018  | 2019  | 2020  | 2021  |       |       |
| ↘964 | ↘917  | ↘881  | ↘850  | ↘701  |       |       |

## Состав сельсовета
На территории поселения находятся 26 населённых пунктов — 3 села, 1 посёлок, 21 деревня и 1 хутор.
| №  | Населённый пункт | Тип населённого пункта       | Население |
| -- | ---------------- | ---------------------------- | --------- |
| 1  | Афанасьевка      | село                         | ↘22       |
| 2  | Березуцкое       | деревня                      | ↘14       |
| 3  | Болваново        | деревня                      | ↘67       |
| 4  | Верхнее Сосково  | деревня                      | ↘12       |
| 5  | Дарница          | деревня                      | ↘34       |
| 6  | Дурнево          | деревня                      | ↘44       |
| 7  | Жмакино          | деревня                      | ↘121      |
| 8  | Журавинка        | деревня                      | ↘15       |
| 9  | Загрядское       | деревня                      | ↘0        |
| 10 | Запрутье         | деревня                      | ↘60       |
| 11 | Косой Хутор      | посёлок                      | ↘6        |
| 12 | Костельцево      | село, административный центр | ↘177      |
| 13 | Мармыжи          | село                         | ↘115      |
| 14 | Мухино           | деревня                      | ↘34       |
| 15 | Нижнее Сосково   | деревня                      | ↘83       |
| 16 | Николаевка       | деревня                      | ↘122      |
| 17 | Плаксино         | деревня                      | ↘27       |
| 18 | Раздолье         | хутор                        | →1        |
| 19 | Рогово           | деревня                      | ↘57       |
| 20 | Русаново         | деревня                      | ↘26       |
| 21 | Соглаево         | деревня                      | ↘21       |
| 22 | Троицкое         | деревня                      | ↘13       |
| 23 | Фаустово         | деревня                      | ↘5        |
| 24 | Чёрный Колодезь  | деревня                      | ↘27       |
| 25 | Чечевизня        | деревня                      | ↘24       |
| 26 | Ширково          | деревня                      | ↘70       |